# Lomanius minimus
Lomanius minimus is een hooiwagen uit de familie Podoctidae.